# 4285 Hulkower
4285 Hulkower (1988 NH) là một tiểu hành tinh vành đai chính được phát hiện ngày 11 tháng 7 năm 1988 bởi Eleanor F. Helin ở Palomar. Tênd in honor of Neal D. Hulkower, a nhà toán học with a special interest in celestial mechanics.